# Pristomyrmex quadridens
Pristomyrmex quadridens é uma espécie de formiga do gênero Pristomyrmex, pertencente à subfamília Myrmicinae.